# مظهر وصحة مايكل جاكسون

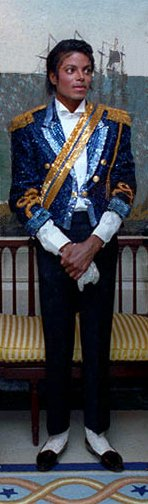
مايكل جاكسون في مايو 1984.

كان مايكل جاكسون (29 أغسطس 1958 - 25 يونيو 2009) موسيقي أمريكي أمضى أكثر من أربعين سنة أمام الأضواء،
في منتصف الثمانينات من القرن العشرين، أصبح واضحاً أن مظهر جاكسون بدأ بالتغير، إذ أصبح لون بشرته أفتح، كما تغير شكل أنفه، وخسر وزناً. كان سبب لون البشرة الأفتح بسبب البهاق والذئبة الحمامية المجموعية - حيث قام الأطباء بتشخيص جاكسون بالمرضين في 1986 - واستعماله مساحيق التجميل لمحاولته إخفاء البشرة المبيضة. كما تكهن الأطباء بأنه خضع لعملية تجميل الأنف.
قال مايكل وبعض أشقائه أن مايكل تعرض للتعذيب الجسدي والعاطفي من قبل والده، وفي 2003، اعترف والده بضرب جاكسون بالسياط أثناء طفولته. نادراً ما تحدث جاكسون عن الموضوع، لكن عندما فعل، انفعل عاطفياً وقال أنه سيتقيأ قبل أن يلتقي بوالده.
كان سبب خضوع مايكل جاكسون لعملية تجميل الانف هو سقوطه عقب تمرينات عام 1979
في التسعينيات من القرن العشرين، أدمن جاكسون على الأدوية الموصوفة، معظمها مسكنات للألم، وتدهورت صحته بشكل كبير. ارتاد مصحة لإعادة التأهيل في 1993 بمساعدة من إليزابيث تايلور وإلتون جون، لكن الإدمان لم يتوقف. مات جاكسون في 2009 بسبب توقف للقلب.

## البهاق والذئبة، العلاج والآثار

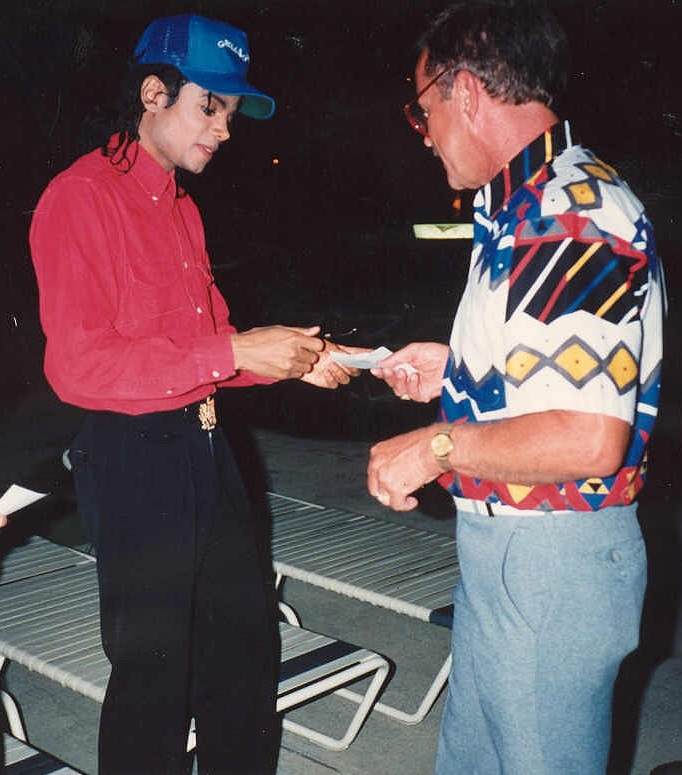
جاكسون بعد سنتين من تشخيصه بالبهاق، في المراحل الأولى للمرض

كان لون بشرة جاكسون غامقة في شبابه، ولكن في منتصف الثمانينات من القرن العشرين، أصبحت بشرته تشحب تدريجياً (ابيضاض البشرة) مما أدى إلى تغيير ملامحه لتصبح أقرب إلى الأوروبية. نالت هذه التغييرات اهتماماً كبيراً من جانب وسائل الأعلام. في 1986، شخص الأطباء جاكسون بمرضي البهاق والذئبة الحمامية المجموعية؛ حيث جعل البهاق لون بشرة جاكسون أفتح مما كانت عليه، بينما كان جاكسون على وشك المعافاة من الذئبة؛ تسبب كلا المرضين بجعل جاكسون حساساً لضوء الشمس، مما يكون قد أعاد حالة الذئبة. وبعد سنين طويلة من محاربة المرض قرر مايكل ان يستعمل الخيار الوحيد والنهائى وهو ازالة بقاية الون باستخدام إجراء يدعى Depigmintion حتى يتوحد لون البشرة.
في 1993، قامت أوبرا وينفري بمقابلة تلفزيونية نادرة لجاكسون لمدة 90 دقيقة، الأولى له منذ 1978. في المقابلة، نفى إشاعات تبييضه لبشرته، واعترف لأول مرة بحالة البهاق واستخدامه مساحيق تجميل كثيرة لتعديل أعراض المرض الكفيلة بتغيير لون البشرة. شاهد المقابلة 62 مليون أمريكي. كما سببت المقابلة ببدء خطابات عامة حول البهاق، الذي لم يكن معروف الكثير عنه قبل ذلك. تشريح جاكسون أكد معاناته من البهاق.
خلال المحطة الأسترالية من جولة قصته العالمية، تزوج جاكسون من ممرضته الجلدية ديبي رو. التقى الاثنان في منتصف الثمانينات من القرن العشرين، عندما شُخص جاكسون بالبهاق. أمضت الكثير من السنين تعالج مرضه وتقدم الدعم المعنوي له، وبنيا علاقة صداقة قوية قبل أن يرتبطا رومانسياً. تطلق الاثنان في 1999 وبقيا صديقين.

## عمليات تجميلية وحمية غذائية

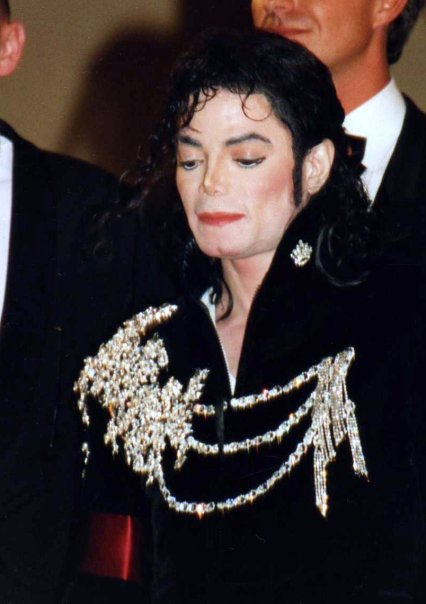
جاكسون في مهرجان كان السينمائي عام 1997.

عملية تجميل الأنف،  حيث خضع جاكسون لعملية الأنف بعد كسره أنفه خلال رقصة تدريبية معقدة في 1979. لكن العملية لم تنجح، وأصبح جاكسون يشعر بصعوبة في التنفس ستؤثر على مهنته. خضع جاكسون لعملية تجميلية للأنف ثانية في 1980. كتب جاكسون في سيرته الذاتية المشي على سطح القمر، أنه بالإضافة لعمليتي تجميل الأنف، تكونت غمازة في ذقنه. منذ 1986 فصاعداً، أصبح أرنولد كلاين طبيب جاكسون الجلدي، طبيب مختص بالحقن والحشو الجلدي، عملية تجميلية غير جراحية.
في كتابه، نسب جاكسون سبب تغير بنية وجهه إلى البلوغ، حمية نباتية صارمة، خسارة الوزن، تغيير في تصفيفة الشعر وإضاءة المسرح. نفى جاكسون شائعات تغيير عينيه. بحلول 1990، تم نقاش موضوع جراحات جاكسون على نطاق واسع؛ "/> في يونيو 1992، نشرت دايلي ميرور صورة وجه جاكسون على غلاف ذلك العدد، حيث وصفت الجريدة الصورة بأنه "تشوه بشكل مخيف" بسبب الجراحات التجميلية. رفع جاكسون دعوى على الجريدة وفي 1998 اتفقوا أصحاب الجريدة مع جاكسون على تسوية خارج نطاق المحكمة. في المحكمة العليا، اعترف صاحب الجريدة السابق أنه بعد لقاء المغني شخصياً، لم يشوه بشكل مخيف على الإطلاق.

## مخاطر صحية

### الطفولة والصحة العقلية
صرح مايكل وبعض إخوته أنهم تعرضوا للإساءة الجسدية والعقلية من قبل والدهم جاكسون جوزيف في صغرهم، خلال جلسات متواصلة، حيث ضربهم بالسوط ونعتهم بأسماء مهينة مثل «الأنف الكبير» لمايكل (و هذا من ضمن أسباب قيامه بعملية في انفه)؛ هذه الإساءة أثرت في مايكل طوال حياته. في واحدة من هذه الجلسات، علق جوزيف (والد مايكل) مايكل رأساً على عقب من قدم واحدة، وضربه مراراً وتكراراً بيده على ظهره ومؤخرته. كما كان جوزيف أحياناً يدفع بالأولاد إلى الحائط أو يعرقلهم وهم يمشون ليقعوا أرضاً. في إحدى الليالي عندما كان جاكسون نائماً، تسلق جوزيف إلى غرفته عن طريق نافذة غرفة نومه، مرتدياً قناعاً مخيفاً وهو يصرخ ويصيح. قال جوزيف أنه أراد أن يعلم الأولاد ألا يتركوا النافذة مفتوحة أثناء نومهم. عانى جاكسون من كوابيس متعلقة بخطفه من غرفته أثناء نومه لعدة سنين بعد الحادثة. بحلول عقد 1980، عانى جاكسون من الكآبة، حيث قال: «حتى في البيت، أنا وحيد. أجلس في غرفتي أحياناً وأبكي. إنه لأمر بالغ الصعوبة صنع الصداقات، أحياناً أتمشى في الحي ليلاً متمنياً إيجاد من أتحدث معه، لكن دائماً ينتهي بي المطاف بالعودة بالبيت.»
مع أن خبر تعرض جاكسون للإساءة أثناء طفولته لعدة سنين، لم يتحدث جاكسون عن الأمر قبل 1993 في مقابلته مع وينفري. تألم حين تحدث عن طفولته المعذبة على يد أبيه، حيث اعتقد أنه فوت الكثير من سنوات طفولته، مقراً ببكائه المتكرر بسبب الوحدة. في نفس المقابلة، تكلم عن والده قائلاً: «كانت هنالك أوقات، حين يأتي لرؤيتي، أشعر بالغثيان... أبدأ بالتقلس. أنا آسف، أرجوك لا تغضب مني... لكني أحبه.» في مقابلة أخرى مهمة لجاكسون، العيش مع مايكل جاكسون (2003)، غطى الفنان وجهه وبدأ بالبكاء عندما تكلم عن طفولته المعذبة. وصف جاكسون أن جوزيف كان يجلس في كرسي أثناء تدرب الفرقة قائلاً: «كان يحمل ذاك الحزام في يده. إذا لم تنجز العمل بشكل صحيح، فإنه سيضرب بشكل قاسي، ويدمرك. كان ذلك سيئاً، سيئاً للغاية.» في 2003، اتهم الفنان بالإساءة الجنسية للأطفال لكنه برئ بعد ذلك بعامين. خلال التحقيق، فحص ملف جاكسون ستان كاتز، خبير بالصحة النفسية، الذي أمضى عدة ساعات مع المدعي أيضاً. كانت نتيجة التقييم أن جاكسون قد تراجع إلى عمر العاشرة. صرح بعض الخبراء طبياً بشكل علني أن جاكسون عانى من اضطراب تشوه الجسم.

### الوزن والاستعمال المفرط للادوية في 1993
من الأسباب الأخرى لتغير وجه جاكسون، هو فقدان الكثير من الوزن. حيث أصبح جاكسون أنحف في بداية الثمانينات لرغبته بالحصول على «جسم راقص». بحلول1984، خسر جاكسون 9,1 كغ من وزنه، ليصل إلى وزن 48 كغ حين كان طوله 1,75 م، فكان هذا أقل وزن وصل إليه كإنسان بالغ. قال بعض الشهود أن جاكسون كان يشعر بالدوار كثيراً واعتقدوا أنه مصاب بقهم عصابي. بعد ادعاءات تحرش مايكل جاكسون لأولاد صغار جنسيا في 1993، توقف جاكسون عن الأكل مما جعله حتى أقل وزناً. في أواخر 1995، نُقل جاكسون إلى المشفى بعد انهياره خلال تمرينات من أجل عرض تلفزيوني (الذي ألغي بعد الحادثة)؛ ادعى كاتب لا علاقة له بالحفل أن السبب كان نوبة قلبية بسبب التوتر، بينما ذكرت مصادر طبية أن السبب كان دقات قلب غير منتظمة، التهاب معدة وأمعاء، تجفاف وخلل في الكبد والكلية. ذكرت البي بي سي أن في محاكمة جاكسون في 2005، عانى المغني مرة أخرى من مرض متعلق بالتوتر وفقدان الوزن.
في 1993، اعترف المغني بتعاطيه للفاليوم، مسكنات الألم، ألبرازولام وأتيفان ليتعامل مع التوتر الناجم عن ادعاءات تحرشه الجنسي لأطفال صغار، في حين أن جاكسون لم يذكر أن المهدئات وُصفت له من أجل تهدئة الألم الشديد الذي كان يشعر به جراء عملية في فروة رأسه. بعد عدة أشهر حين أصبحت هذه الادعاءات تذكر في الأخبار، خسر جاكسون حوالي 4,5 كغ من وزنه وتوقف عن الطعام. في شهادة أدلاها بمحاكمة لا علاقة لها بقضية ادعاءات تحرشه الجنسي للصغار، كان جاكسون في حالة نعاس، وغير مركز على مايجري وتلعثم في كلامه. لم يستطع تذكر تواريخ إصدار ألبوماته أو أسماء الأشخاص الذين عمل معهم، حيث أخذ منه عدة دقائق لتذكر بعضاً من أسماء ألبوماته الأخيرة.
تدهورت صحة جاكسون لدرجة أنه ألغى ما تبقى من جولته الفنية وسافر مع صديقيه إليزابيث تايلور وزوجها إلى لندن.عندما وصل المغنس إلى المطار، لم يستطع الوقوف والمشي بمفرده وساعده صديقاه على ذلك؛ نُقل بعد ذلك سريعاً إلى منزل مدير أعمال إلتون جون ومن بعدها إلى عيادة. تم تفتيش المغني على المخدرات عند دخوله البلد، وعُثر على قارورة دواء في حقيبته. نُقل إلى المشفى ووضعه الأطباء على جهاز العلاج بالقسطرة الوريدية لرفع المسكنات من جسده. ثم صرح بعد ذلك المتحدث باسم جاكسون أنه كان بالكاد قادر على التفكير. بينما في العيادة، أصبح جاكسون يرتاد جلسات علاج جماعية ومنفردة. في يناير 2004، وعندما اقتربت محاكمته، أدمن جاكسون على المورفين والبيثيدين.
بعد وفاة جاكسون، رُفعت مذكرة شرطة ضد طبيبه، كونراد موراي. وأفادت المذكرة أن أطباء جاكسون الكثر استخدموا تسعة عشر اسماً مستعاراً، مثل «عمر أرنولد»، «جوزفين بايكر»، «فيرنارد دياز»، «بول فارانس»، «بيتر مادوني»، «فهيم محمد»، «روزلين محمد»، «بلانكا نيكولاس»، «جيمي نيكولاس»، «برايان سينغلتون»، و«فرانك تايسون» حين وصفوا أدوية لجاكسون. كما استعمل جاكسون أيضاً أسماءً مستعارة عند أخذه للوصفات مثل «برينس»، «مايكل أمير» و«كاي تشايس»، أسماء أحد أبنائه، الناطق باسمه، وطاهيه الشخصي على الترتيب. وجدت الشرطة قرصاً مضغوطاً يذكر اسم «عمر أرنولد» المستعار أثناء قيامها بمداهمة بيت جاكسون في لاس فيغاس، نيفادا ومكتي كونراد موراي، طبيب جاكسون الشخصي. استعمال أطباء المشاهير لأسماء مستعارة أمر شائع للمحافظة على سرية تاريخ المرضى الطبي، ولا يدل على إدمان بالضرورة.

## الوفاة
بعد وفاة جاكسون، بدأت تقارير تعاطيه للبيثيدين بالظهور. قالت شيريلين لي - ممرضة وفرت استشارات غذائية لجاكسون - أن جاكسون طلب منها تزويده بالبروبوفول في مايو 2009 لمعالجة أرقه المزمن. رفضت لي وقالت له: «مايكل، المشكلة الوحيدة في تعاطيك لهذا الدواء... هي أنك ستبلعه ولن تستيقظ.» رفض جاكسون التحذير، قائلاً لها أنه سبق وتعاطى الدواء من قبل، بالقسطرة الوريدية، وأن طبيبه قال له أنه آمن. لم يسم جاكسون الطبيب. جرعة زائدة من البروبوفول يمكن أن تسبب توقف في التنفس، مؤدياً إلى نقص في الأوكسجين وبناء لثنائي أكسيد الكربون في الجسد الذي يمكن أن يؤدي بدوره إلى اضطراب النظم وسكتة قلبية.
تبعاً للي، تلقت نداء استغاثة في 12 يونيو، 2009 من أحد المساعدين في طاقم عمل جاكسون. قال المساعد أن جاكسون كان يشعر بالمرض. كما أفادت لي أنها سمعت جاكسون يشكي من كون نصف جسمه حار والآخر بارد. اعتقدت أن أحدهم أعطى جاكسون ما يؤثر على جهازه العصبي. نصحت المساعد بنقله إلى المشفى.
بعد موته، أفاد التشريح أن جاكسون تمتع بقلب قوي وكانت حالته الصحية جيدة نسبياً لمن هم في عمر الخمسين. تبعاً للبي بي سي، كان وزنه مناسباً لرجل في مثل طوله، لكنه عانى من ضرر في الرئة والتهاب مفاصل. أفاد التقرير أن أكثر حالة جدية عند جاكسون هي التهاب الرئتين المزمن الذي عاناه، لكن ذلك لم يكن خطراً بما فيه الكفاية ليؤدي إلى موت جاكسون. التقرير الذي لحقه لم يشير إلى أي مشكلة عاناها جاكسون ومنعته عن الغناء والرقص. قال الدكتور زيف كاين من جامعة كاليفورنيا: «صحته بشكل عام كانت جيدة» لذلك وصفت ال CNN موت مايكل بالغموض.